# Halland
Halland (câteodată cunoscută ca Halandia) este o provincie a Suediei.

### Județe
- Halland - tot județul în afară de partea de sud, care aparține provinciei Småland.

### Orașe
- Falkenberg
- Halmstad
- Kungsbacka
- Laholm
- Varberg